# Nick Gillingham
Nick Gillingham, a właściwie Nicholas Gillingham (ur. 22 lutego 1967 w Walsall), brytyjski pływak specjalizujący się w stylu klasycznym, wicemistrz olimpijski z Seulu oraz brązowy medalista olimpijski z Barcelony na dystansie 200 m stylem klasycznym, trzykrotny mistrz Europy.
19 sierpnia 1989 w Bonn wyrównał rekord świata Michaela Barrowmana na 200 m stylem klasycznym. Uzyskał czas 2:12.90 min., który przetrwał zaledwie dzień. 20 sierpnia 1989 Barrowman pobił ten rekord z czasem 2:12.89 min.